# Минджевань (станция)
Минджева́нь (азерб. Mincivan Dəmiryol Stansiyası) — железнодорожная станция в посёлке Миндживан, в полутора километрах от границы с Ираном. Открыта в 1936 году. В 1993 году занята армянскими вооружёнными силами, 21 октября 2020 года в ходе Второй карабахской войны перешла под контроль Азербайджанской Республики.

## Краткая характеристика
Расположена на ныне не действующей линии Баку — Алят — Джульфа. К востоку от станции на север уходит ответвление на Зангелан и Капан.
Во время Первой карабахской войны часть железнодорожного пути была уничтожена и движение поездов прекращено. До настоящего времени движение не восстановлено.

## История
В начале 1920-х годов остро встал вопрос о возобновлении строительства железной дороги, которая бы связала между собой населённые пункты расположенные на государственной границе с Каджарским государством в Иране, а также столицу Азербайджанской ССР город Баку с населёнными пунктами Нахичеванской АССР и столицей Армянской ССР городом Эривань по кратчайшему маршруту.
К изысканиям и строительству Алят-Джульфинской (Джульфа-Бакинской) железной дороги приступили ещё в 1916 году но вскоре работы были прекращены — помешали войны и революции. В 1922 году изыскания и строительство возобновили на средства НСР. В декабре 1924 года строительство и дорога перешли в полное ведение НКПС СССР.
Участок от Алята до Минджевани был запущен в промышленную эксплуатацию в 1936 году, стоимость работ оценивалась в 22 млн рублей (1932). От Джульфы до Минджевани — в 1941 году.
Начиная с 1944 года, по этому маршруту регулярно курсировал поезд сообщением Баку-Ереван. В советский период, в состав этих поездов включались международные беспересадочные вагоны сообщением Москва-Баку-Тегеран.
В настоящее время участок пути на этой линии между станциями Ордубад и Горадиз местами разобран, движение отсутствует.

## Статьи и публикации
- Борисов И. Н. Начатые линии должны быть закончены: беседа с замнаркомпути И. Н. БорисовымИ // Гудок : газетв. — 1925. — 10 ноября.
- Корнеев Л. И. В Закавказье // Гудок : газета. — 2007. — 22 сентября (№ 37).